# Proclamação 4483
A Proclamação 4483, também conhecida como Granting Pardon for Violations of the Selective Service Act, foi uma proclamação presidencial emitida por Jimmy Carter em 1977. Ele concedeu indultos àqueles que fugiram do alistamento militar na Guerra do Vietnã, violando a Lei do Serviço Seletivo Militar de 4 de agosto de 1964 a 28 de março de 1973. Foi implementado através da Ordem Executiva 11967.

## Contexto
Durante a Guerra do Vietnã, centenas de milhares de homens americanos fugiram do alistamento fugindo do país ou não se registraram no conselho local de alistamento. O presidente Gerald Ford assinou uma proclamação em 1974 que concedia anistia condicional aos evasores, desde que trabalhassem em um serviço público por até dois anos. Aqueles que fugiram do alistamento por deixar o país não eram elegíveis para um perdão condicional. Até 90% dos evasores fugiram para o Canadá, com até 50.000 se estabelecendo lá permanentemente.
Jimmy Carter prometeu durante sua campanha presidencial que perdoaria os evasores da Guerra do Vietnã, chamando-a de "a decisão mais difícil" de sua campanha. Ele assinou a proclamação em 21 de janeiro de 1977, seu primeiro dia completo no cargo. A proclamação, no entanto, não oferecia anistia aos desertores.

## Recepção
Barry Goldwater, um defensor da Guerra do Vietnã, referiu-se à proclamação como "a coisa mais vergonhosa que um presidente já fez". Carter foi acusado de mostrar favoritismo em relação aos evasores de classe média que conseguiram ficar fora da guerra com sucesso. Alguns veteranos do Vietnã se opuseram à anistia para os evasores, enquanto ativistas antiguerra disseram que ficou aquém por não perdoar desertores.